# جزيرة اللخم (كولفتين)

تعديل مصدري - تعديل

جزيرة اللخم هي أحد جزر اليمن وتقسم إدارياً كأحد أحياء مديرية المعلا بمحافظة عدن . يبلغ تعداد سكانه 128 نسمة حسب التعداد السكاني في اليمن لعام 2004.